# 前文
前文（ぜんぶん）とは、法令や憲法などの条項の前に置かれている文章であり、その法の趣旨や制定した目的、基本原則を書き記したものである。

## 前文が置かれている日本の法律等

### 憲法
- 日本国憲法（昭和21年11月3日公布）

### 法律

#### 基本法
- 高齢社会対策基本法（平成7年法律第129号）
- ものづくり基盤技術振興基本法（平成11年法律第2号）
- 男女共同参画社会基本法（平成11年法律第78号）
- 文化芸術基本法（平成13年法律第148号）
- 少子化社会対策基本法（平成15年法律第133号）
- 犯罪被害者等基本法（平成16年法律第161号）
- 食育基本法（平成17年法律第63号）
- 観光立国推進基本法（平成18年法律第117号）
- 教育基本法（平成18年法律第120号）
- 生物多様性基本法（平成20年法律第58号）
- 肝炎対策基本法（平成21年法律第97号）
- スポーツ基本法（平成23年法律第78号）
- 強くしなやかな国民生活の実現を図るための防災・減災等に資する国土強靱化基本法（平成25年法律第95号）
- 水循環基本法（平成26年法律第16号）

#### その他の法律
- 国立国会図書館法（昭和23年法律第5号）
- 日本学術会議法（昭和23年法律第121号）
- ユネスコ活動に関する法律（昭和27年法律第207号）
- 国会等の移転に関する法律（平成4年法律第109号）
- 原子爆弾被爆者に対する援護に関する法律（平成6年法律第117号）
- 感染症の予防及び感染症の患者に対する医療に関する法律（平成10年法律第114号）
- 配偶者からの暴力の防止及び被害者の保護等に関する法律（平成13年法律第31号）
- ハンセン病療養所入所者等に対する補償金の支給等に関する法律（平成13年法律第63号）
- ドミニカ移住者に対する特別一時金の支給等に関する法律（平成18年法律第103号）
- 特定フィブリノゲン製剤及び特定血液凝固第IX因子製剤によるC型肝炎感染被害者を救済するための給付金の支給に関する特別措置法（平成20年法律第2号）
- ハンセン病問題の解決の促進に関する法律（平成20年法律第82号）
- 水俣病被害者の救済及び水俣病問題の解決に関する特別措置法（平成21年法律第81号）
- 地域資源を活用した農林漁業者等による新事業の創出等及び地域の農林水産物の利用促進に関する法律（平成22年法律第67号）
- 津波対策の推進に関する法律（平成23年法律第77号）
- 劇場、音楽堂等の活性化に関する法律（平成24年法律第49号）
- 本邦外出身者に対する不当な差別的言動の解消に向けた取組の推進に関する法律（平成28年法律第68号）
- 旧優生保護法に基づく優生手術等を受けた者に対する一時金の支給等に関する法律（平成31年法律第14号）
- 食品ロスの削減の推進に関する法律（令和元年法律第19号）
- ハンセン病元患者家族に対する補償金の支給等に関する法律（令和元年法律第55号）
- 過疎地域の持続的発展の支援に関する特別措置法（令和3年法律第19号）

#### 失効した法律
- 教育基本法（旧）（昭和22年法律第25号、平成18年全部改正）
- 警察法（旧）（昭和22年法律第196号、昭和29年全部改正。改正後は前文なし）
- 農業基本法（昭和36年法律127号、平成11年廃止）
- 観光基本法（昭和38年法律第160号、平成18年全部改正→観光立国推進基本法）

## 日本国憲法における前文
日本の憲法である日本国憲法の前文では、おもに三原則である国民主権、基本的人権の尊重、平和主義について述べている。また、エイブラハム・リンカーンアメリカ大統領のゲティスバーグ演説にある、「人民の、人民による、人民のための政治」という言葉の内容を表記した、「国政は、国民の厳粛な信託によるものであって、その権威は国民に由来し、その権力は国民の代表者がこれを行使し、その福利は国民がこれを享受する」という言葉が入れられている。

## ユネスコ憲章における前文
ユネスコ憲章の前文には、「戦争は人の心の中で生まれるものであるから、人の心の中に平和のとりでを築かなければならない」という名文から始まり、国際平和や人類の共通の福祉を推進することを目的に、ユネスコを創設するという内容が書かれている。

## 合衆国憲法における前文
アメリカの憲法であるアメリカ合衆国憲法では、米国が統一国家であることを宣言している。また、国内の平穏、一般の福祉の増進などといった、当憲法の制定目的が述べられている。